# Echinochimaera
L'echinochimera (gen. Echinochimaera) è un pesce estinto appartenente agli olocefali. Visse nel Carbonifero medio (Mississippiano, circa 340 milioni di anni fa); i suoi resti sono stati ritrovati nel famoso giacimento a conservazione eccezionale di Bear Gulch (Montana).

## Descrizione
Questo parente estinto delle chimere (Chimaera monstrosa) possedeva un corpo arrotondato, grandi pinne pettorali e due pinne dorsali, la prima delle quali dotata di una spina mobile. La forma del corpo e delle pinne, così come la coda a forma di pagaia, indicano che questo animale era un nuotatore lento e probabilmente non era un predatore. L'echinochimera era dotata di un rivestimento di scaglie placoidi per tutto il corpo, mentre un paio di scaglie multicuspidate tra la seconda pinna dorsale e la coda, mentre due spuntoni si proiettavano all'indietro dalla regione occipitale. Le pinne erano molto flessibili, e probabilmente assomigliavano a quelle dell'odierna chimera in quanto a lucentezza e trasparenza.

### Dimorfismo sessuale
I maschi adulti erano molto più grandi rispetto alle femmine e abbastanza diversi di aspetto. Nei maschi vi erano quattro paia di spine simili a palchi sopra gli occhi, la prima pinna dorsale e la spina erano molto più elaborate, ed erano presenti strutture pelviche (“claspers”) simili a quelle dei moderni olocefali. Il corpo delle femmine, infine, era più arrotondato. Le spiccate caratteristiche dei maschi erano probabilmente utili contro i predatori, ma soprattutto potevano essere usate nei riconoscimenti intraspecifici e sessuali. È probabile, inoltre, che i maschi di echinochimera fossero vivacemente colorati.

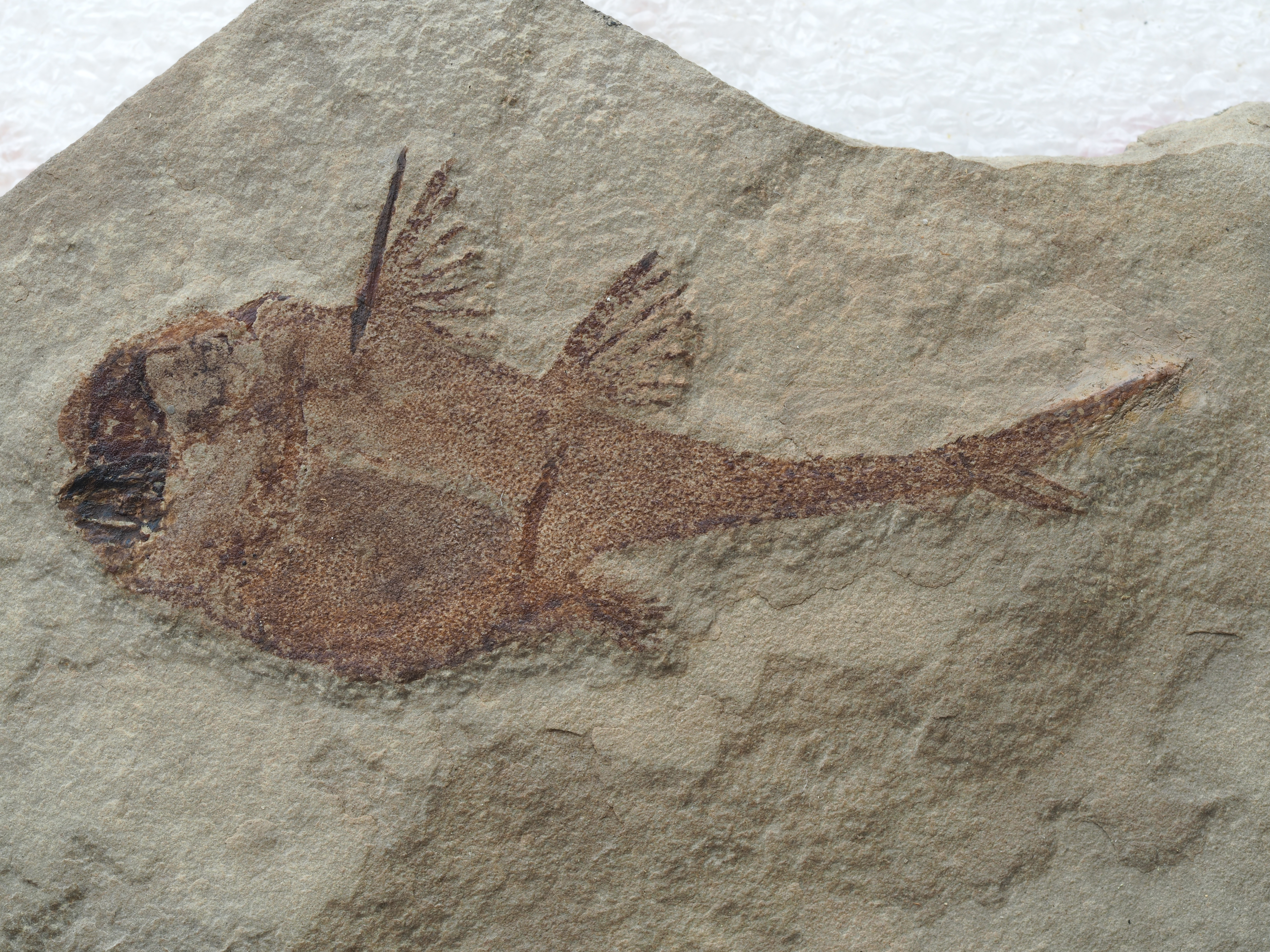
Fossile di Echinochimaera meltoni

## Specie
La prima specie scoperta di questo genere fu Echinochimaera meltoni, i cui maschi adulti raggiungevano i 20 centimetri di lunghezza. Questa specie, molto comune nel giacimento di Bear Gulch, possedeva mascelle armate di piastre dentali a crescita continua, che permettevano all'animale di cibarsi di cibi particolarmente duri. Vi erano due paia di piastre nella mascella superiore (la quale era fusa alla scatola cranica) e un paio in quella inferiore. Un'altra specie, E.snyderi, era di dimensioni superiori e differiva dalla specie precedente in dettagli delle pinne. Questa specie, inoltre, possedeva un gruppo di denti anteriori piuttosto che una piastra dentale.